# Pont de Neuville
Pont de Neuville is een wijk in de Franse stad Tourcoing in het Noorderdepartement. De wijk ligt in het noorden van de stad, tegen de grens met Neuville-en-Ferrain. De bebouwing van de stad en de wijk loopt door in deze van Neuville.

## Geschiedenis
De wijk ligt langs de oude weg van de stad naar Gent. De plaats staat onder meer aangeduid op de 18de-eeuwse Cassinikaart als Pont de Neuville.

## Bezienswaardigheden
- de Église Notre-Dame de Consolation, de parochiekerk gewijd aan Onze-Lieve-Vrouw van Troost.
- de Begraafplaats van Tourcoing, de grote gemeentelijke begraafplaats van de stad.

Belencontre · Blanche Porte · Blanc Seau · Bourgogne · Brun Pain · Clinquet · Croix Rouge · Egalité · Épidème · Fin de la Guerre · Flocon · Francs · Gambetta · Malcense · Marlière · Orions · Phalempins · Pont de Neuville · Pont Rompu · Virolois

Lijst van Franse gemeenten · Arrondissement Rijsel · Noorderdepartement · Hauts-de-France